# 沈宜修
沈宜修（1590年—1635年），字宛君，南直隸蘇州府吳江縣人，明朝女詩人。山東按察司副使沈珫之女。

## 生平
崇禎五年（1632年）三女葉小鸞十七歲時去世。長女葉紈紈哭妹，過度哀傷而逝世。沈宜修大受打擊，經常填詞悼念，如《菩薩蠻·對雪憶亡女》，崇禎八年（1635年）沈宜修亦逝世。

## 著作
著有詩集《鸝吹》二卷和《伊人思》一卷。葉紹袁編其妻女詩文合集《午夢堂集》。

## 家族
父沈珫。從伯父沈璟，戲曲家。
十六歲時嫁葉紹袁。初五年未孕，後育有八子五女，其中三女葉紈紈、葉小紈、葉小鸞皆雅善詩詞。葉小鸞剛出生四個月即送給表妹張倩倩撫養。張倩倩對沈宜修說：“是兒靈慧，日後當齊班（班昭）蔡（蔡文姬），姿容也非尋常人可比。”錢謙益曾讚賞葉小鸞“矢口而答，皆六朝駢儷之語”。